# اسکلت قلبی
در قلب‌شناسی، اسکلت قلبی (یا اسکلت فیبری قلب)، یک بافت پیوندی همگن و چگال است که شالوده  دریچه‌های قلبی را می‌سازد. مانند یک لنگر کار کرده و با مهار نیروها، قلب را در جای خود ثابت نگه می‌دارد. اسکلت قلبی دهلیزها را از بطن‌ها جدا می‌کند. از چهار حلقه از جنس بافت پیوندی فشرده تشکیل شده که دور تا دور دریچه‌های دهلیزی-بطنی را پوشانده و تا ابتدای آئورت و تنه ششی امتداد میابند. این سازه استحکام لازم برای قلب را فراهم می‌کند تا ساختار خود را حفظ کند. علاوه بر این در نقش یک عایق الکتریسیته دهلیزها را از بطن‌ها جدا می‌کند.